# Maqbara de Santa Clara
La maqbara de Santa Clara es un conjunto arqueológico de rito musulmán y de origen medieval ubicado en la villa de Cuéllar (Segovia). Se trata del cementerio árabe más importante localizado hasta el momento en Castilla y León (España), en el que se recuperaron 118 tumbas, aunque en la actualidad resta por excavar una cuarta parte del conjunto. Le fue adjudicado su nombre por encontrarse cercana al monasterio de Santa Clara.
Fue hallado por casualidad durante las labores de vaciado de un solar en la primavera de 1989. En esta primera campaña se excavó un espacio de 1.300 m², y se exhumaron 27 enterramientos, de los cuales 4 eran niños y el resto individuos de 25 a 40 años, mayoritariamente de sexo masculino. Gracias al hallazgo de varias joyas pudo situarse la maqbara en la cronología a finales del siglo XV, por lo que se trataría de los últimos mudéjares de Cuéllar. Dentro de este pequeño número de joyas se encuentra un pendiente completo y otro fragmentado realizados en oro y decorados a base de filigranas con letras en árabe que parecen hacer alusión a la afirmación profética de la unidad de Dios “no hay Dios sino Allah”.
En 1994 se volvió a retomar la excavación, interviniéndose en un solar de 400 m², documentándose un total de 91 tumbas que albergaban a 95 individuos, convirtiéndose con ello en la maqbara de mayor ocupación de Castilla y León, pues con la campaña anterior sumaban 118 enterramientos. Los 95 individuos hallados durante las campañas de 1994 y 1995 se distribuyen en 24 infantiles y 71 adultos (41 masculinos, 26 femeninos y alofisos) y sus enterramientos se caracterizaron por la no reutilización de las fosas, lo que implica que fueron construidas expresamente para depositar a un solo inhumado.
El conjunto arqueológico destaca por su buena conservación, debida a una disposición muy ordenada de las tumbas, que aparecen alineadas en calles separadas por pequeños corredores y orientadas Oeste-Este, por lo que siguen la doctrina jurídico-religiosa de Malik ibn Anas. La disposición de los individuos es decúbito lateral derecho, con los brazos estirados a lo largo del cuerpo, con las manos sobre las caderas y con las piernas ligeramente flexionadas, la izquierda sobre la derecha. Por lo general, fueron depositados sin adornos ni vestidos, exceptuando un anillo y cinco pendientes que fueron localizados.